# 世界卫生组织命名新型人类传染病的最佳实践
世界卫生组织命名新型人类传染病的最佳实践，或称新型人类传染病命名最佳实践或新型人类传染病命名的最佳实践，是经过与世界动物卫生组织、联合国粮食及农业组织磋商，世界卫生组织于2015年5月8日发布的新发感染、综合征和疾病的一套命名规则，制定该实践的目的是为了减少疾病命名给国家、经济和人民带来的不必要负面影响。

## 背景
新发感染、综合征和疾病出现后，科学界以外人员常为其取俗名，这些名字一旦通过互联网和社会媒体传播开来，被确立为通用名称，即使命名不够恰当也难以更改。2009年爆发全球大流行的甲型H1N1流感曾被称为“猪流感”（swine flu），中国疾控中心曾将其中文名定为“人感染猪流感”。由于该病并不能通过食用猪肉传播，为避免“猪流感”一词对大众产生误导，世界卫生组织、联合国粮食及农业组织和世界动物卫生组织于2009年4月30日宣布，一致同意使用“A (H1N1)型流感”指代当时疫情，而不再使用“猪流感”一词，中国大陆随之将其改译为“甲型H1N1流感”。

## 实践
- 2019冠狀病毒病